# Paul Groß (Politiker, 1922)
Paul Groß (* 15. Dezember 1922 in Dresden; † 16. Juni 1963 in Regen) war ein deutscher Politiker der SPD. Von 1958 bis 1962 gehörte er dem Bayerischen Landtag als Abgeordneter an.

## Leben
Groß besuchte bis Ostern 1941 die Schule, die er mit der mittleren Reife abschloss. Danach wurde er eingezogen und kam als Soldat an die Ostfront, bis Deutschland am 9. Mai 1945 kapitulierte. Am 1. April 1946 trat er in den Dienst der Allgemeinen Ortskrankenkasse in Regen ein, wo er die Prüfung für den gehobenen Verwaltungsdienst ablegte und daraufhin als Verwaltungsinspektor angestellt war.
Am 1. Februar 1946 trat Groß in die SPD ein. Dort war er Organisationsleiter des Unterbezirks Regen/Kötzting. Er gehörte dem Kreistag des Landkreises Regen an und war dort stellvertretender Fraktionsvorsitzender. Im Mai 1958 nahm er am SPD-Parteitag in Stuttgart teil.
Bei der Landtagswahl 1958 sog er über ein Mandat im Wahlkreis Niederbayern in den Landtag ein. Über die gesamte Wahlperiode gehörte er dem Ausschuss für Grenzlandfragen an, in der ersten Hälfte der Wahlperiode zudem den Ausschüssen für Sozialpolitische Angelegenheiten, für Fragen des Beamtenrechts und der Besoldung sowie für Sozialpolitische Angelegenheiten und Angelegenheiten der Heimatvertriebenen und Kriegsfolgegeschädigten. Nach der Wahl 1962 schied er aus dem Landtag aus.